# Syneches xanthochromus
Syneches xanthochromus är en tvåvingeart som beskrevs av Yang 1987. Syneches xanthochromus ingår i släktet Syneches och familjen puckeldansflugor. Inga underarter finns listade i Catalogue of Life.